# ネル・ウィルソン・レーガン
ネル・クライド・ウィルソン・レーガン（Nelle Clyde Wilson Reagan、1883年7月24日 - 1962年7月25日）は、アメリカ合衆国大統領ロナルド・レーガンの母。

## 前半生
スコットランドおよびイングランド系で、メアリー・アン（旧姓：Elsey）とトーマスのウィルソン夫妻の間に7人兄弟の長女として生まれた。ジャック・レーガンとイリノイ州の農業の町で出会い、1904年11月にフルトンで結婚した。ニールとロナルドの2人の子供をもうけ、次男の誕生後にこれ以上子供を作ることはできないと宣告された。家族はタンピコから多くのイリノイ州の小さな町、シカゴなどを、ジャックの仕事の都合で引っ越した。

## 教会での仕事

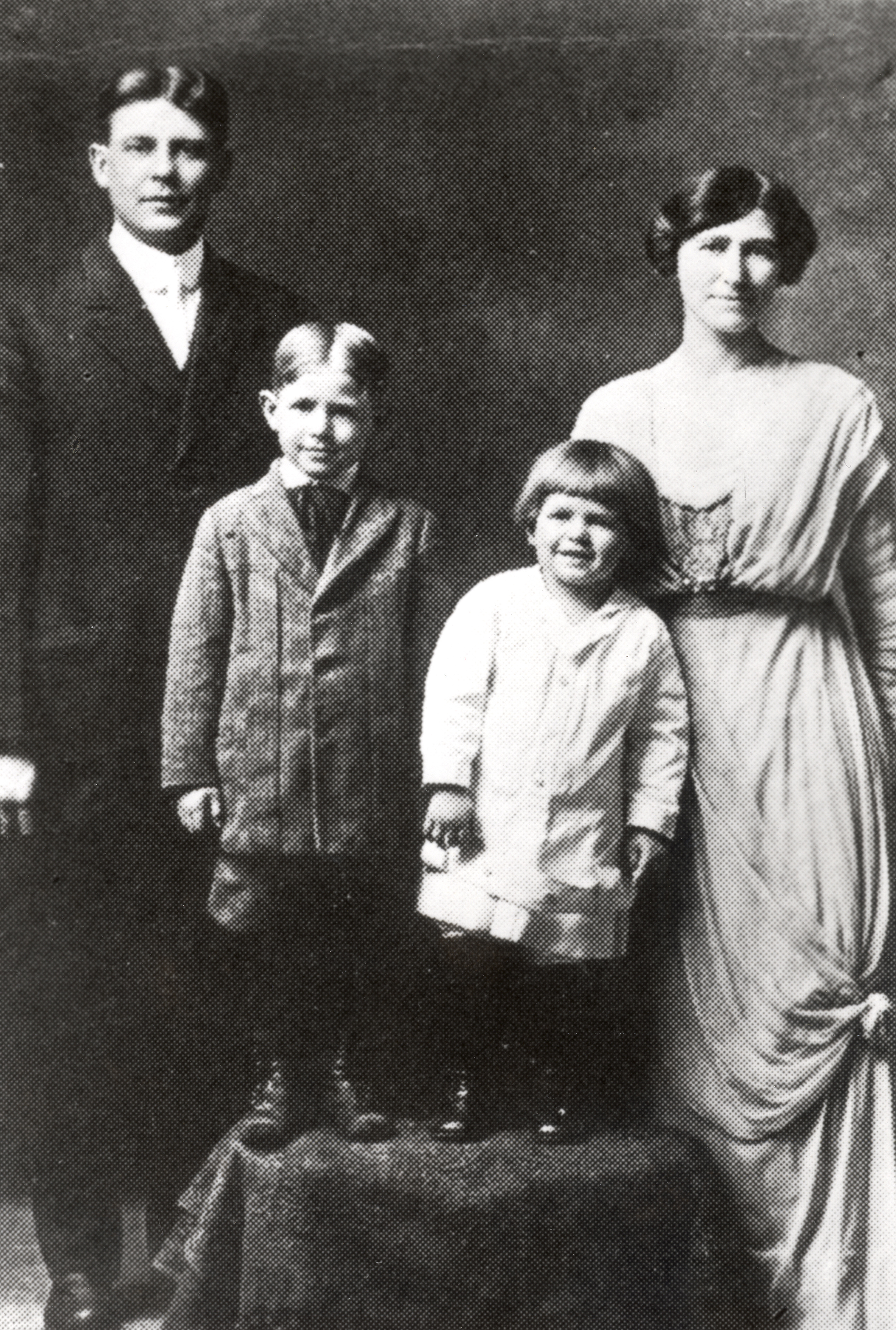
1916年から1917年頃のレーガン一家。右端がネル。

ロナルドは母について "always expected to find the best in people and often did" と記している。定期的にディサイプルス教会に出席し、活動的で、非常に影響力があった。頻繁に日曜学校を主導し、聖書の読み上げを行った。敬虔で、教会で祈りの会を主導し、牧師の留守中は、週半ばの祈りを担当していた。教会への強い傾倒は、息子ロナルドを父のようなカトリック教徒ではなく、プロテスタントにするものであった。ロナルドもまた、自身の信仰にこの強い影響があったことを認め、"I know that she planted that faith very deeply in me." と記している。例えば、ロナルドが卒業したユーレカ大学は1855年にディサイプルスによって、設立されている。 
教会内でのネルの影響により、そのうちの一人が "Many of us believed Nelle Reagan had the gift to heal" と言い、そしてさらにミルドレッド・ネールはネルの祈りの強い情熱を思い出した。:
| 「 | When our little daughter was about four years old, she developed what seemed to be Tonsillitis... My husband said to me, 'Why don't you go to church? It will do you good.' [The pastor] spoke on how we as Christians should accept death... When the service was dismissed, everybody had left except for Mrs. Reagan who was on the platform gathering up the music that the choir members had left. I thought, 'If only I could talk to Mrs. Reagan,' and went up to her. She said, 'Let's get down on our knees and pray about it.' She made a wonderful prayer, [and] Mrs. Reagan spent the whole afternoon in prayer with us... She left about six o'clock. Moments later, the abscess [on our daughter's neck] burst. God had heard Nelle Reagan's prayer and answered it. | 」 |

教会での仕事でネルは多くの演劇に出演した。1926年の "The Ship of Faith" のレビューは "Mrs. Reagan is one of Dixon's favorite readers and has appeared before many audiences, always greatly pleasing them." と述べている。

## 後半生
1938年、息子2人がカリフォルニア州に引っ越した後、そのうちのロナルドは両親にハリウッドで新しい家を買った。それは2人が最初に所有していた家だった。1941年5月18日、夫ジャックが死去した。ネルはディクソンにある教会に通い、信仰を保ち、南カリフォルニアの結核療養所で働き始めた。しかし晩年に健康を害し、認知症（後にアルツハイマー型認知症と診断）になった。病気について、"I just kept my mind on God."と言っていた。1962年7月25日に79歳で病気の合併症で死亡した。